# Белнап, Уильям Уорт
Уильям Уорт Белнап (англ. William Worth Belknap; 22 сентября 1829, Ньюберг — 12 октября 1890, Вашингтон) — американский генерал, военный министр в кабинете Улисса Гранта (1869—1876), член республиканской партии.
Родился 22 сентября 1829 года в Нью-Йорке. В 1848 году начал изучать право в Джорджтаунском университете и после окончания университета занимался профессиональной деятельностью. Затем он начал политическую карьеру. В 1857 году он стал представителем штата Айова от демократической партии.
Когда началась Гражданская война, он вступил в армию Союза и стал майором 15-го Айовского пехотного полка. За время войны Белнап постепенно дослужился до звания бригадного генерала и временного звания генерал-майора.
Благодаря своим заслугам во время войны занимал различные должности в штате Айова, а затем был назначен военным министром в кабинете Улисса Гранта. Срок его полномочий (1869—1876) был полон противоречий, таких как коррупция, продажа должностей и незаконная продажа оружия во Францию.
После раскрытия мошенничества и манипуляций Белнап был уволен и отдан под суд Сената. Ему удалось остаться на свободе, но политическую деятельность он больше не возобновлял.
Умер от сердечного приступа 12 октября 1890 года в Вашингтоне. Похоронен на Арлингтонском национальном кладбище.